# SJ2000
Pour les articles homonymes, voir X2000.
Le SJ2000, aussi dénommé X2000 ou ASEA X2, est un train pendulaire suédois exploité par la compagnie SJ (Statens Järnvägar) depuis 1995. 
Le réseau a été conçu par Kalmar Verkstad et ABB, et les rames (appelées SJ X2) par l'entreprise suédoise ASEA, intégrée ultérieurement au sein du groupe Bombardier. 
Le fait d'être pendulaire lui permet de s'adapter au parcours relativement sinueux du réseau existant. En effet, il ne roule sur aucune ligne à grande vitesse, mais seulement sur le réseau classique.
Sa vitesse en exploitation est limitée à 200 km/h ; il a cependant atteint la vitesse maximum de 275 km/h.
Ce train a obtenu un succès commercial grâce à ses prestations (confort, prises radio et Internet) et son service à bord, aux dessertes étudiées et cadencées et à la desserte de nombreuses villes moyennes.

## L'exploitation actuelle
Le réseau utilise des SJ2000 sur les lignes suivantes :
- Stockholm - Falun, avec arrêts possibles à Arlanda, Uppsala, Avesta-Krylbo, Borlänge et Falun
- Stockholm - Göteborg, avec arrêts possibles à Flemingsberg ou Södertälje Syd, Katrineholm ou Hallsberg, Skövde, Herrljunga (seuls quelques trains), Alingsås (parfois) et de Göteborg
- Stockholm - Jönköping, avec arrêts possibles à Flemingsberg, Norrköping, Linköping, Tranås, Nässjö et Jönköping
- Stockholm - Karlstad, avec arrêts possibles à Södertälje Syd, Katrineholm, Hallsberg, Degerfors, Kristinehamn et Karlstad
- Stockholm - Malmö, avec quelques trains continuant à Copenhague, avec arrêts possibles à Flemingsberg ou Södertälje Syd, Katrineholm (seuls quelques trains), Norrköping, Linköping, Mjölby (parfois), Nässjö, Alvesta, Hässleholm, Lund et Malmö. Les trains qui continuent à Copenhague s'arrêtent également à l'aéroport de Copenhague et de la gare centrale de Copenhague. Un train quotidien va vers / à partir d'Odense aussi.
- Stockholm - Sundsvall Gare Centrale, avec quelques trains continuant à Östersund gare centrale, s'arrêtant à Arlanda (pas de service de passagers à destination de Stockholm), Uppsala (pas de service aux passagers à destination de Stockholm Arlanda ou), Gävle, Söderhamn et Hudiksvall avant Sundsvall, et à Ånge reliant Sundsvall et Östersund.
- Stockholm - Arvika, avec arrêts possibles à Södertälje Syd, Katrineholm, Hallsberg, Degerfors, Kristinehamn, Karlstad, Kil et Arvika.
- Stockholm - Uddevalla, avec arrêts possibles à Södertälje Syd, Hallsberg, Skövde, Herrljunga, Vänersborg, Vara et Uddevalla. Étendu, en été, à Strömstad, avec quelques arrêts intermédiaires.
- Göteborg - Copenhague, avec arrêts possibles à Varberg, Halmstad et Malmö

## Les futurs services
Le SJ2000 étant en forte demande, SJ a commandé 20 trains Bombardier X55 Regina en 2008 pour remplacer le X2000 sur les lignes où ses performances ne peuvent être pleinement utilisées. Lorsque ces trains seront livrés, le SJ2000 sera concentré sur les lignes principales de Stockholm-Copenhague et Göteborg-Copenhague avec des rames doubles X2000 pendant les heures de pointe.

## Les SJ2000 à l’étranger

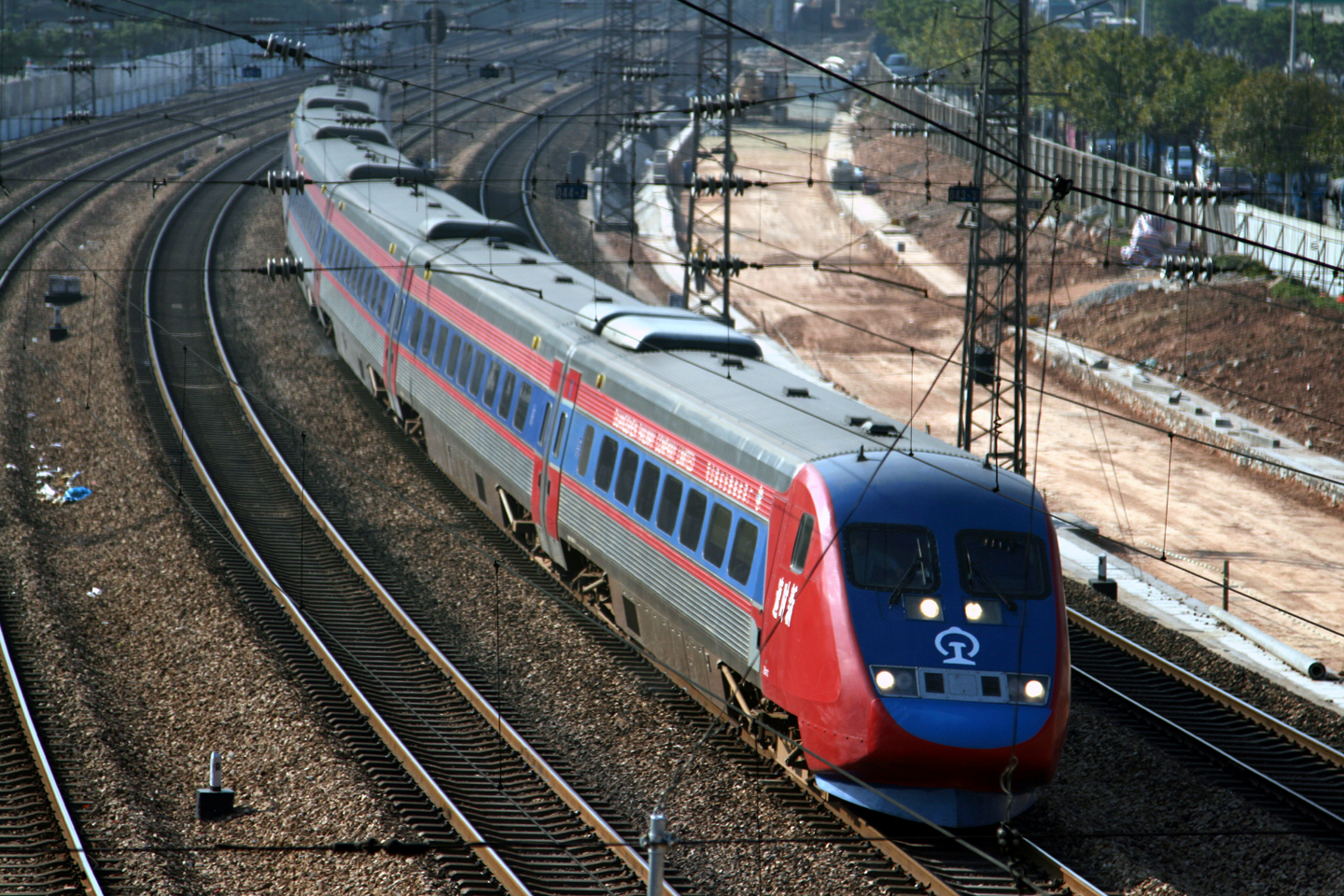
Le train Xinshisu en Chine

Le fabricant de SJ2000 a essayé d'exporter ce matériel hors de Suède, mais avec un succès mitigé. La rame a été testée dans plusieurs pays.
Une rame X2000 louée à Amtrak a fait le tour des États-Unis en 1993 et a été testée d'octobre 1992 à janvier 1993. Elle a été utilisée en service commercial sur le corridor nord entre New York City et Washington-DC, durant cinq mois, de février à mai puis d'août à septembre. De mai à juillet elle a réalisé une tournée nationale dans les 48 états. Elle a également circulé au Canada.
En 1995, CountryLink (l'opérateur régional de Nouvelle-Galles du Sud en Australie), a utilisé trois voitures X2000 à des fins d'évaluation, dans un train composé d'une voiture-pilote, d'une voiture-bar et d'une voiture de première classe. Des trains ont été composés en rame réversible push/pull par deux voitures XPT de puissance modifiée sans mode pendulaire, numérotées XP2000 et XP2009 et étaient en service de Sydney à Canberra pendant deux mois, du 23 avril au 18 juin 1995.
La Chine a également acheté une rame X2000, nommé « Xinshisu » (vitesse nouvelle). Cette rame a servi sur la ligne Guangzhou-Kowloon et sur le chemin de fer de Guangshen de 1998 à 2007. Livrée à la province du Sichuan en août 2007, en raison du séisme de 2008 au Sichuan, elle a été rendue à la Guangshen Railway Company fin décembre 2008. En 2012, la rame rachetée par les SJ est revenue en Suède.